# Klaus Riedel
Pour les articles homonymes, voir Riedel.
Klaus Riedel (2 août 1907 - 4 août 1944) est un pionnier allemand de la recherche sur les fusées. Il participa aux premières expérimentations de fusées à carburant liquide, puis travailla sur le programme des V2 à Peenemünde.

## Biographies
Riedel est né à Wilhelmshaven d'un père officier de marine. Sa mère mourut alors qu'il n'avait que douze ans, et son père disparut deux ans après. Orphelin, il fut envoyé chez sa grand-mère à Bernstadt. Il devint opérateur sur machine-outil à l'Université technique de Berlin et travailla chez Loewe. Alors qu'il était à Berlin, il assista à une lecture publique ayant pour sujet les fusées par Rudolf Nebel. Il entra aussitôt dans la société astronautique allemande Verein für Raumschiffahrt (VfR), et y devint très actif. Il prêta la ferme de sa famille comme lieu d'essai, et travailla sur la fusée Mirak.
En 1933, après la dissolution de la CfR, Wernher von Braun proposa à Ridel de le rejoindre dans le programme de recherche sur les fusées de l'armée allemande. Il accepta, fut Responsable des tests en laboratoire, et travailla principalement sur le développement du matériel mobile utilisé pour les V-2.
Il fut tué dans un accident de voiture deux jours après son 37e anniversaire. 

## Hommages
- Un mémorial et un petit musée lui ont été dédiés à Bernstadt auf dem Eigen
- Un cratère lunaire a été baptisé de son nom en 1970

## Source
- (en) Cet article est partiellement ou en totalité issu de l’article de Wikipédia en anglais intitulé « Klaus Riedel » (voir la liste des auteurs).